# Acide aminobenzoïque
L'acide aminobenzoïque est un composé aromatique constitué d'un cycle benzénique substitué par un groupe carboxyle et un groupe amine et donc de formule brute C7H7NO2. Il existe sous la forme de trois isomères, en fonction de la position respective de ces groupes, le plus courant étant l'acide 2-aminobenzoïque, plus connu sous le nom d'acide anthranilique.

## Propriétés
| Acide aminobenzoïque  |                                                |                            |                                |
| Nom                   | acide 2-aminobenzoïque                         | acide 3-aminobenzoïque     | acide 4-aminobenzoïque         |
| Autre(s) nom(s)       | acide ortho-aminobenzoïque acide anthranilique | acide méta-aminobenzoïque  | acide para-aminobenzoïque PABA |
| Représentation        |                                                |                            |                                |
| Numéro CAS            | 118-92-3                                       | 99-05-8                    | 150-13-0                       |
| PubChem               | 227                                            | 7419                       | 978                            |
| Formule brute         | C7H7NO2                                        | C7H7NO2                    | C7H7NO2                        |
| Masse molaire         | 137,14 g·mol−1                                 | 137,14 g·mol−1             | 137,14 g·mol−1                 |
| État                  | solide                                         | solide                     | solide                         |
| Apparence             | poudre cristalline blanche                     | poudre cristalline blanche | poudre cristalline blanche     |
| Point de fusion       | 146 à 148 °C                                   | 174 °C                     | 186 à 189 °C                   |
| Point d'ébullition    | supérieur à 200 °C                             | -                          | -                              |
| pKa                   | 2,05 4,95                                      | 3,07 4,73                  | 2,38                           |
| Solubilité dans l'eau | 5,72 g·l-1 (25 °C)                             | 5,9 g·l-1 (20 °C)          | 4,7 g·l-1 (20 °C)              |
| SGH                   | Attention                                      | Attention                  | -                              |
| Phrase H et P         | H319                                           | H302, H315, H319 et H335   | -                              |
| Phrase H et P         |                                                | P261                       | P260                           |
| Classification        | Xi                                             | Xn                         | -                              |
| Phrases de risque     | 36                                             | 22 - 36/37/38              | -                              |
| Conseils de prudence  | 26                                             | 22                         | -                              |

Comparés aux acides aminés aliphatiques, les acides aminobenzoïques sont moins solubles dans l'eau, la basicité du groupe amine sur le phényle étant réduite.